# 布拉桑普伊
布拉桑普伊（法語：Brassempouy，法語發音：[bʁasɛ̃pwi]）是法国朗德省的一个市镇，属于达克斯区。

## 地理
布拉桑普伊（43°37'55"N, 0°41'41"W）面积10.72 平方千米，位于法国新阿基坦大区朗德省，该省份为法国西南部沿海省份，是法國本土面积第二大的省，北起吉倫特省，西临大西洋，南至大西洋比利牛斯省，东临热尔省，东北与洛特-加龍省接壤。
与布拉桑普伊接壤的市镇（或旧市镇、城区）包括：阿穆、贝尔古埃、卡扎利斯、戈雅克、纳谢、圣克里克沙洛斯。

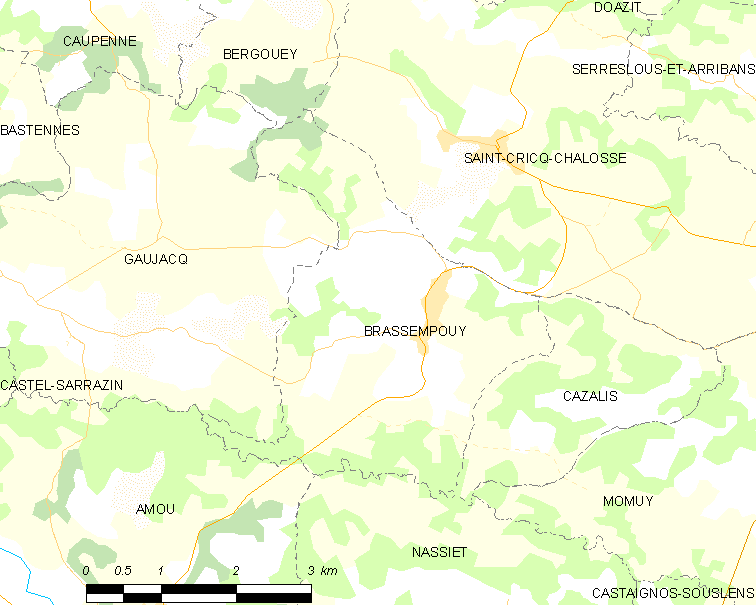
布拉桑普伊的OSM定位图

布拉桑普伊的时区为UTC+01:00、UTC+02:00（夏令时）。

## 行政
布拉桑普伊的邮政编码为40330，INSEE市镇编码为40054。

## 政治
布拉桑普伊所属的省级选区为沙洛斯山坡县。

## 人口

1962-2008年间布拉桑普伊人口变化图示

布拉桑普伊于2022年1月1日时的人口数量为273人。